# Google分析
Google分析（Google Analytics）是一個由Google所提供的網站流量統計服務。Google 分析（Analytics）现在是互联网上使用最广泛的网络分析服务。Google Analytics还提供了一个SDK，允许从iOS和Android应用程序收集使用数据，称为Google Analytics for Mobile Apps。

## 概要
Google Analytics原為Urchin所營運的付費網站流量統計服務，2005年4月，Google宣佈購併Urchin公司，並將原本需要付費的部分服務開放免費使用。此後，基本版可免费使用，但高级版本仍然需要付費。透過在網站中埋入Google Analytics追蹤碼，網站主們可以獲取進站流量的資料，包括來源、使用者、裝置、造訪路徑等，透過Google Analytics，可以更全面的了解品牌的受眾，進而為潛在客戶優化購買、造訪流程，提高轉單意願，對於網頁入門來說是非常推薦使用的工具。Google於2022年3月16日宣布，將以新一代的成效評估解決方案Google Analytics分析第4版取代通用Analytics分析，自2023年7月1日起，標準通用Analytics分析資源將停止處理新的資料。

## 技術
只要在欲觀察的頁面放入GA所提供的一小段JavaScript代碼後，每當執行這個網頁時，即會傳送如：瀏覽者的所在國家、經由什麼關鍵字進入該頁等相關資料至GA伺服器，並整合成易讀的資訊給網站站長。

### 缺点
1. 當使用者使用Firefox，並啟用如NOScript或是Adblock等附加元件時，GA的JS代碼將無法運行，也就無法傳送相關資料。
2. 若使用者啟用如Tor的隱私保護軟體時，所傳送的資料也可能因被隱蔽而不準確。

## 外部連結
- Google Analytics （页面存档备份，存于）（英文）
  - Google分析 （页面存档备份，存于）（简体中文）
  - Google分析 （页面存档备份，存于）（繁體中文）
- （英文）官方開發網誌（页面存档备份，存于）
- （英文）Google Analytic追蹤程式原始碼 （页面存档备份，存于）